# Gare de Buzet-sur-Tarn
Pour les articles homonymes, voir Gare de Roquesérière - Buzet.
La gare de Buzet-sur-Tarn est une ancienne gare ferroviaire française de la ligne de Montauban-Ville-Bourbon à La Crémade, située sur le territoire de la  commune de Buzet-sur-Tarn, dans le département de la Haute-Garonne en région Occitanie.
Elle est mise en service le 15 décembre 1884 par la Compagnie des chemins de fer du Midi et du Canal latéral à la Garonne (Midi). et fermée dans les années 1950.

## Situation ferroviaire
Établie à 110,16 mètres d'altitude la gare est située au point kilométrique (PK) 245,2 de la  ligne de Montauban-Ville-Bourbon à La Crémade, entre les gares ouvertes de  gare de Saint-Sulpice, la gare fermée de Bessières.

## Histoire
La gare de Buzet-sur-Tarn est mise en service le 15 décembre 1884 par la Compagnie des chemins de fer du Midi et du Canal latéral à la Garonne (Midi), lorsqu'elle ouvre à l'exploitation la section de la gare de Montauban-Ville-Bourbon à la  gare de Saint-Sulpice sur la ligne de Montauban à Castres.
Elle ferme définitivement en 1950.
La route départementale 630 a remplacé les emprises ferroviaires au début des années 2000.

## Patrimoine ferroviaire
L'ancien bâtiment voyageurs est racheté en 2013 par la mairie.